# 富貴浮雲 (1985年電視劇)
《富貴浮雲》是台視1985年一齣電視劇，林柏甫製作，方芳芳、劉延方、劉玉璞、歸亞蕾主演。劇中方芳芳一人分飾2角（徐映真、李若倩），一個是智障的姐姐，一個是幹練的妹妹；兩者從小分離生長，低能的姐姐在富裕家庭長大，之後姊姊被妹妹取代，衍生出一連串錯綜的故事。